# Contea di Wayne (Georgia)
La contea di Wayne (in inglese Wayne County) è una contea dello Stato della Georgia, negli Stati Uniti. La popolazione al censimento del 2000 era di 26 565 abitanti. Il capoluogo di contea è Jesup.